# Суріпиця звичайна
Суріпиця звичайна (Barbaréa vulgáris R. Br., Campe barbarea (L.) W. Wight ex Piper) — багаторічна трав'яниста рослина з дворічними пагонами; типовий вид роду суріпиць. Поширена по всій Європі, в Росії — у європейській частині і в Західному Сибіру, крім того, була занесена в Північну Америку, Японію, Африку, Австралію і Нову Зеландію, таким чином перетворившись в вид-космополіт.
Число хромосом 2n = 16.

## Етимологія
У багатьох країнах Європи суріпицю звичайну називають «травою святої Варвари».

## Біоморфологічна характеристика

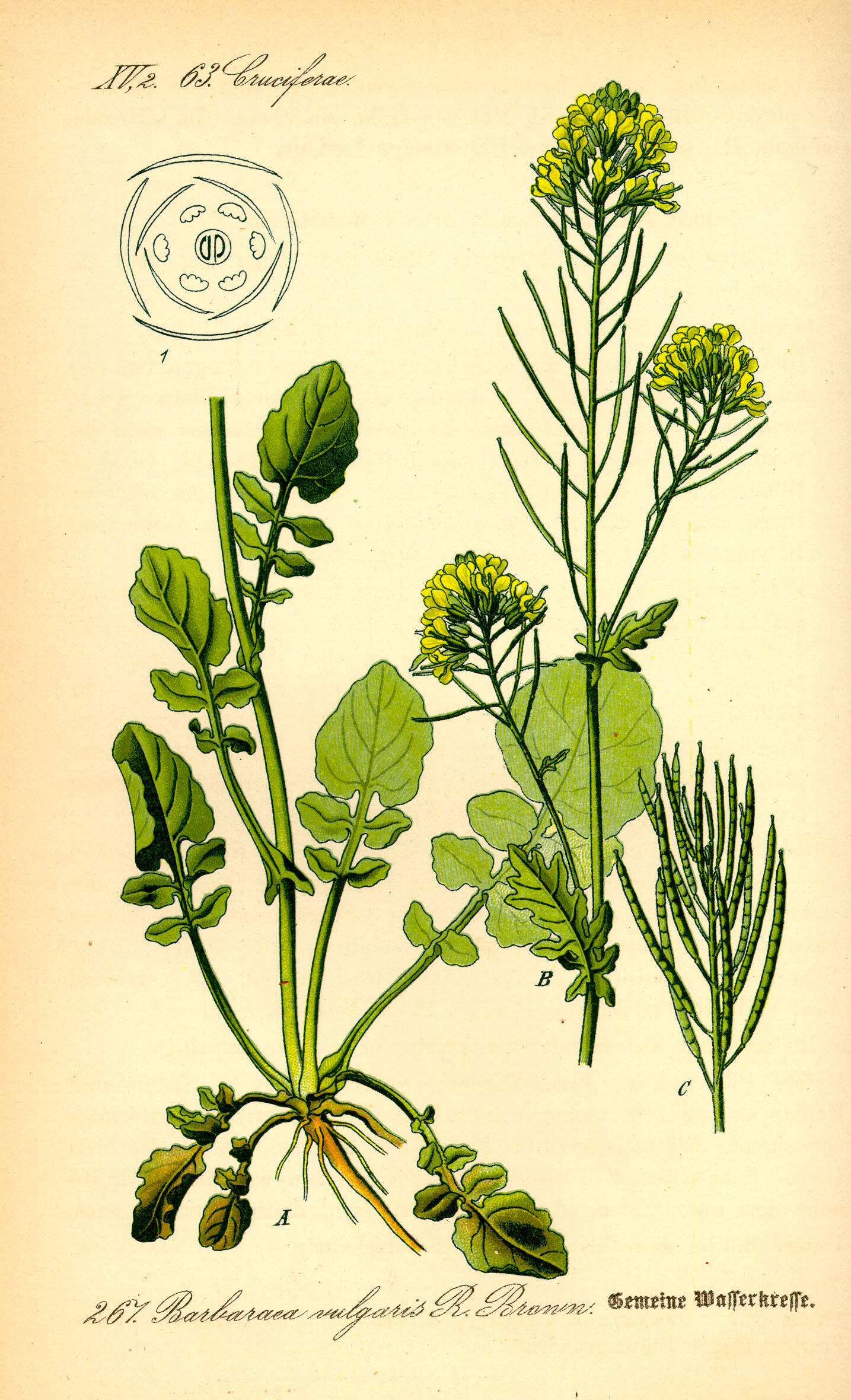
Суріпиця звичайна. Ботанічна ілюстрація з книги О. В. Томе «Flora von Deutschland, Österreich und der Schweiz», 1885 Вгорі зліва — діаграма квітки.

Кореневищна рослина висотою 30—80 см. Стебло високе, голе або злегка пухнасте.
Прикореневе і нижнє стеблове листя на черешках з двома-чотирма довгастими бічними частками і великою, біля основи серцеподібної, тупо-виїмчасто-зубчастою верхівковою часткою. Верхні стеблові листки сидячі, цільні, від ланцетних до зворотно-яйцеподібних, по краю зубчасті.
Суцвіття — кисть, на початку цвітіння не розділена на гілки. Квітки чотирьохчленні з подвійною оцвітиною, двостатеві, золотисто-жовті. Пелюстки довжиною 5—7 мм, удвічі довше чашолистків. У квітці п'ять тичинок.
Пилкові зерна кулястої або еліпсоїдальної форми. Довжина полярної осі 18,7—22,4 мкм, екваторіальний діаметр 18,7—20,4 мкм. У контурі з полюса округло-трилопатеві, з екватора — округлі або еліптичні. Борозни шириною 5-7 мкм, довгі, з нерівними краями і притупленими кінцями; мембрана борозен зерниста. Ширина мезокольпіума 11,9—14 мкм, діаметр апокольпіума 3—4 мкм. У центрі мезокольпіума екзіна має товщину 1,2—1,8 мкм, близько борозен вона витончена за рахунок стерженькового шару. Стержні тонкі, на мезокольпіумах, висотою 0,8—1 мкм, з дрібними, округлими головками, діаметром 0,2—0,3 мкм. Відстань між стержнями 0,7—1,2 мкм. Підстильний шар тонкий. Пилок яскраво-жовтого кольору.
Плід — стручок, довгасто-лінійний, округло-чотиригранний, з коротким булавоподібним носиком, двостулковий, двухгніздовий, багатонасінний. Стулки стручка солом'яно-жовті, тверді, голі, з виділеною середньою і малопомітними бічними жилками. Поверхня стулок гобкувата. Плодоніжки короткі, зігнуто-відхилені, спрямовані косо вгору. Стручки розкриваються подовжньо знизу вгору з утворенням стулок, що відокремлюються від серединної поздовжньої перегородки.
Насіння овальне, стиснуте, сірувато-коричневе зі слабким блиском. Поверхня насіння майже рівна.

## Екологія і життєвий цикл
Цвіте навесні і раннім літом близько місяця, плодоносить у червні — липні починаючи з другого року вегетації. Після періоду плодоношення надземні частини рослини відмирають та знову розвиваються з кореневої шийки навесні.

Розмножується насінням і кореневою порослю. Максимальна плодючість — до 10 тис. насінин. Мінімальна температура проростання насіння 6—8 °C, максимальна — 38—40 °C, оптимальна — 18—20 °C. Насіння проростає швидко з глибини не більше 4 см, краще за все з глибини 0,5 см. У перший рік життя утворюється тільки розетка листя з добре розвиненим стрижневим коренем, яка і зимує.
Відношення до вологи і ґрунтової родючості: мезофіт, мезотроф. Може виростати в умовах півтіні.
Бур'ян переважно лісової зони, на півдні зустрічається рідше, в місцях надлишково зволожених. Як рудеральна рослина росте на сирих луках, уздовж річок, на лісових галявинах, в чагарниках, на вирубках, біля доріг, по канавах.

## Хімічний склад
У суріпиці звичайної, як і в багатьох інших капустяних, містяться тіоглікозіди типу синігрин, що утворюють при розщепленні гірчичні олії, які здатні викликати діарею і ентерит. Найбільше токсичних речовин накопичується в насінні. Отруєння бувають при згодовуванні тваринам зеленої маси або зерна з великим домішком насіння суріпиці.

## Значення і застосування

### У сільському господарстві
Суріпиця звичайна засмічує посіви багаторічних трав і озимих зернових, городи, сади, рідше посіви ярих зернових і просапних культур. Особливо рясно розростається на погано оброблюваних парових полях на глиняних ґрунтах. Захисні заходи: низьке підкошування бур'яну в період масового цвітіння в посівах багаторічних трав, восени — дрібна оранка, передпосівні боронування та культивація. На ранніх фазах росту суріпиця звичайна чутлива до більшості гербіцидів. 
Через те, що в насінні рослини містяться отруйні речовини, вона може бути небезпечною для великої рогатої худоби, коней і домашньої птиці.
Суріпиця звичайна — медоносна рослина. Цвіте навесні і раннім літом близько місяця, даючи бджолам багато нектару і пилку. Медопродуктивність суцільних масивів досягає 40—50 кг/га. Мед зеленувато-жовтий, має приємний, але слабкий аромат. Мед суріпиці звичайної як і інших капустяних відрізняється підвищеним вмістом глюкози, що призводить до швидкої кристалізації. Це робить його непридатним для зимівлі бджіл.

### У медицині
Суріпиця звичайна є лікарською рослиною. Використовуються стебла, листя і суцвіття, які заготовлюються під час цвітіння. Листя багаті аскорбіновою кислотою, а насіння — тіоглікозідами. Суріпиця звичайна заживляє рани і має сечогінні властивості, збуджує апетит. Застосовується як протицинговий засіб.
Лікарську сировину  суріпиці звичайної сушать у тіні, на горищах, верандах, у добре провітрюваних приміщеннях. Зберігають у паперовій або дерев'яній тарі. Термін зберігання — 1 рік.

### У кулінарії
З зелених частин суріпиці звичайної готують суп, пюре, гарніри . Застосовують в кулінарії переважно молоде листя і суцвіття до квітування. Вони придатні для салатів і як смакова приправа до різних овочевих страв, оскільки листя за смаком трохи нагадують гірчицю. Використовувати суріпицю звичайну в їжу потрібно з обережністю, не забуваючи, що вона містить речовини, які у великих кількостях можуть викликати отруєння.
Молоді розеткові листки збирають пізньої осені та ранньої весни і вживають як кресс-салат. Можна збирати листки й узимку, з-під снігу. Замерзле лист кладуть для відтаювання в холодну воду. З нього можна готувати пюре для гарнірів. З прокип'яченого та розтертого листя роблять пюре для юшок і приправ.
У Монголії, Афганістані, Пакистані, Ірані, Західному Китаї суріпицю здавна культивують. Зачасту її висівають у суміші з льоном або гірчицею. Насіння містить 29-34 % жирної олії і має високі смакові якості. Використовують для консервування, випікання хліба, для приготування здобного тіста. Ще в XIX ст суріпиця як олійна рослина культивувалася в Україні, але тепер її як і рижій, витіснив високоврожайний соняшник.
Як харчова рослина суріпиця звичайна особливо популярна в США і Канаді.

### У квітникарстві
Декоративні форми суріпиці звичайної використовуються в квітникарстві : Barbarea vulgaris arcuata, Barbarea vulgaris 'Flore Pleno', Barbarea vulgaris var. hirsuta (Herb-Barbaras), Barbarea vulgaris 'Variegata' ('Строката') (St. Barbaras Herb), Barbarea vulgaris 'Variegated Winter' (Upland Cress), Barbarea vulgaris 'Variegated Winter Cream' та інші.

## Таксономія
Вид суріпиця звичайна входить в рід суріпиця (Barbarea) родини капустяні (Brassicaceae) порядку капустоцвіті (Brassicales).

## Галерея

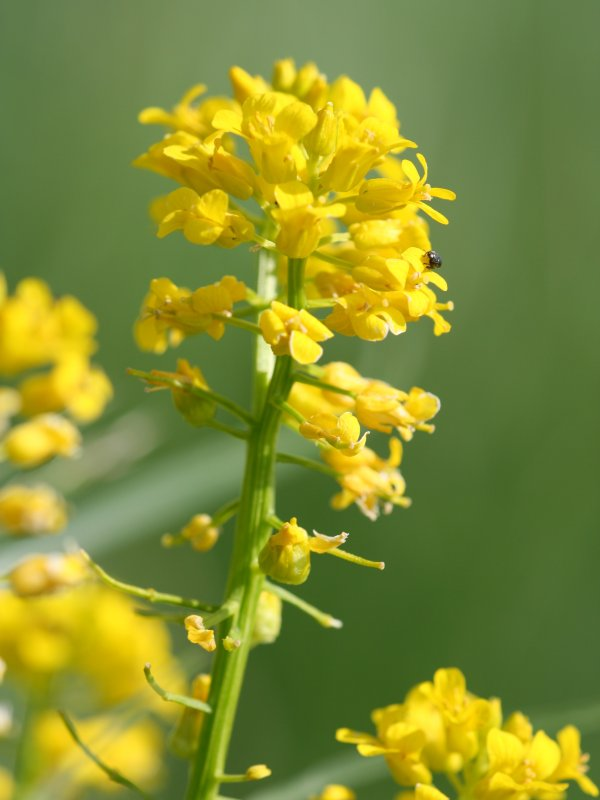
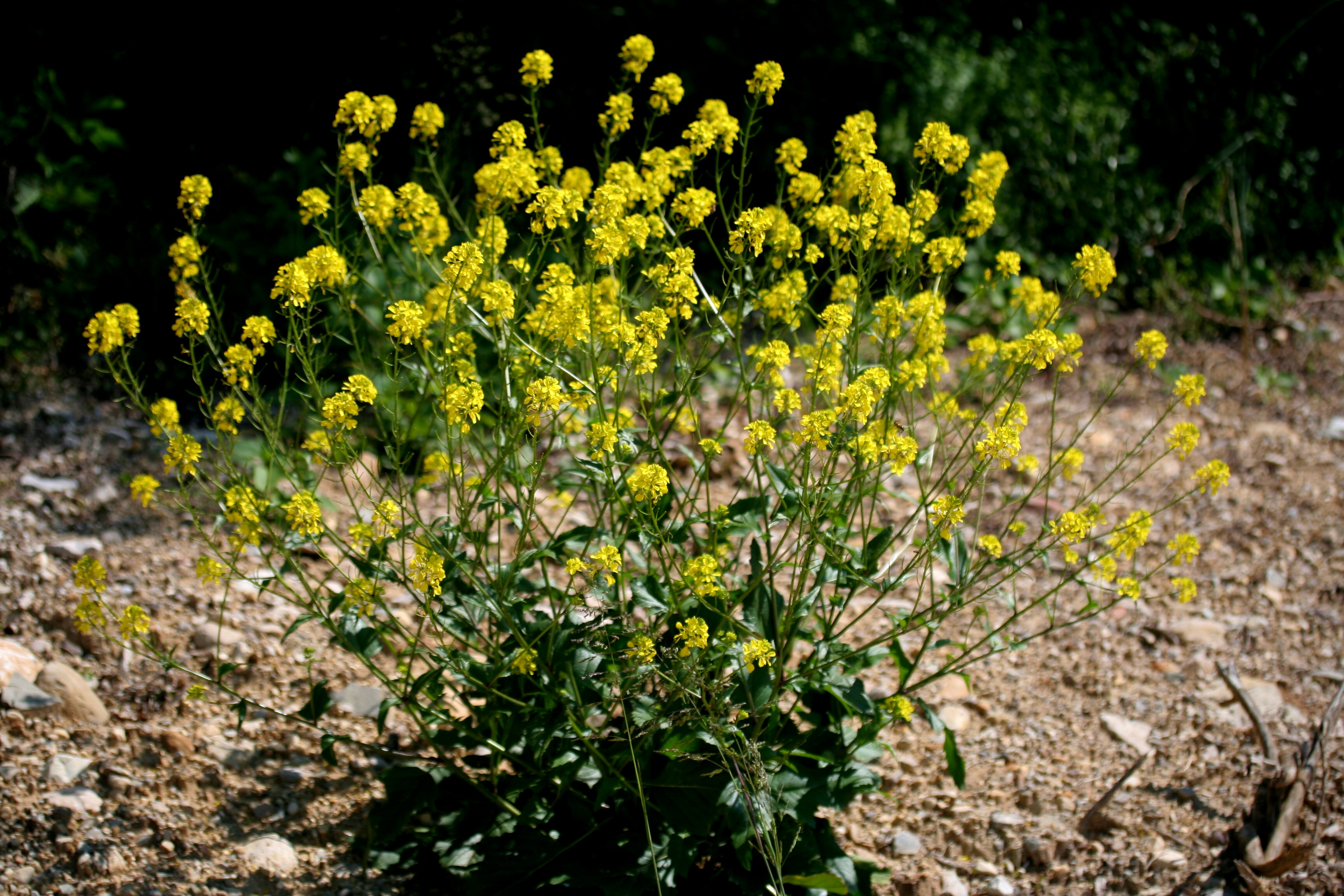
Розташування: Паша, Седіко (BL), 356 м над рівнем моря - 14/05/2008
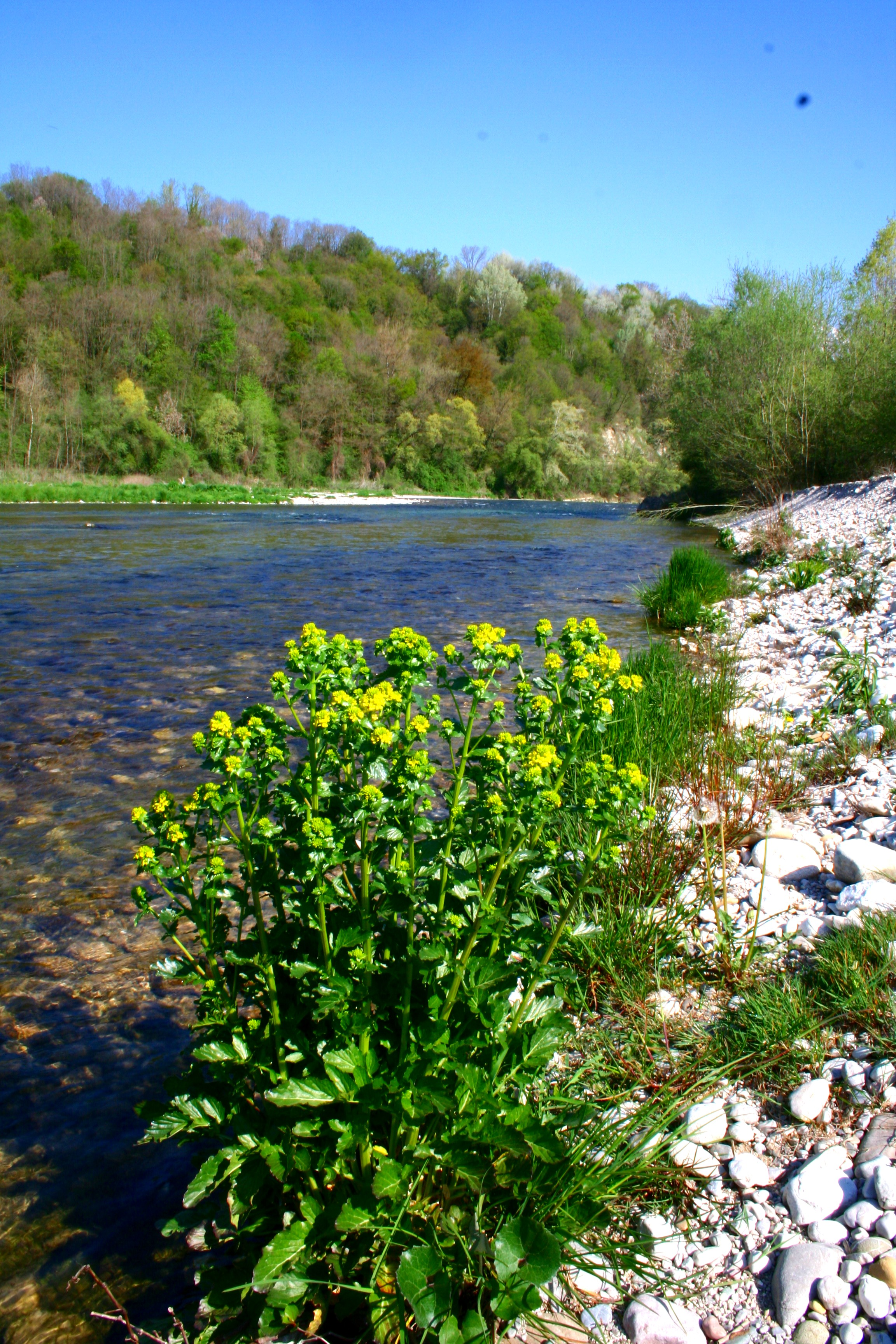
Розташування: Пралоран, Ліман (BL), 319 м над рівнем моря - 16/04/2007
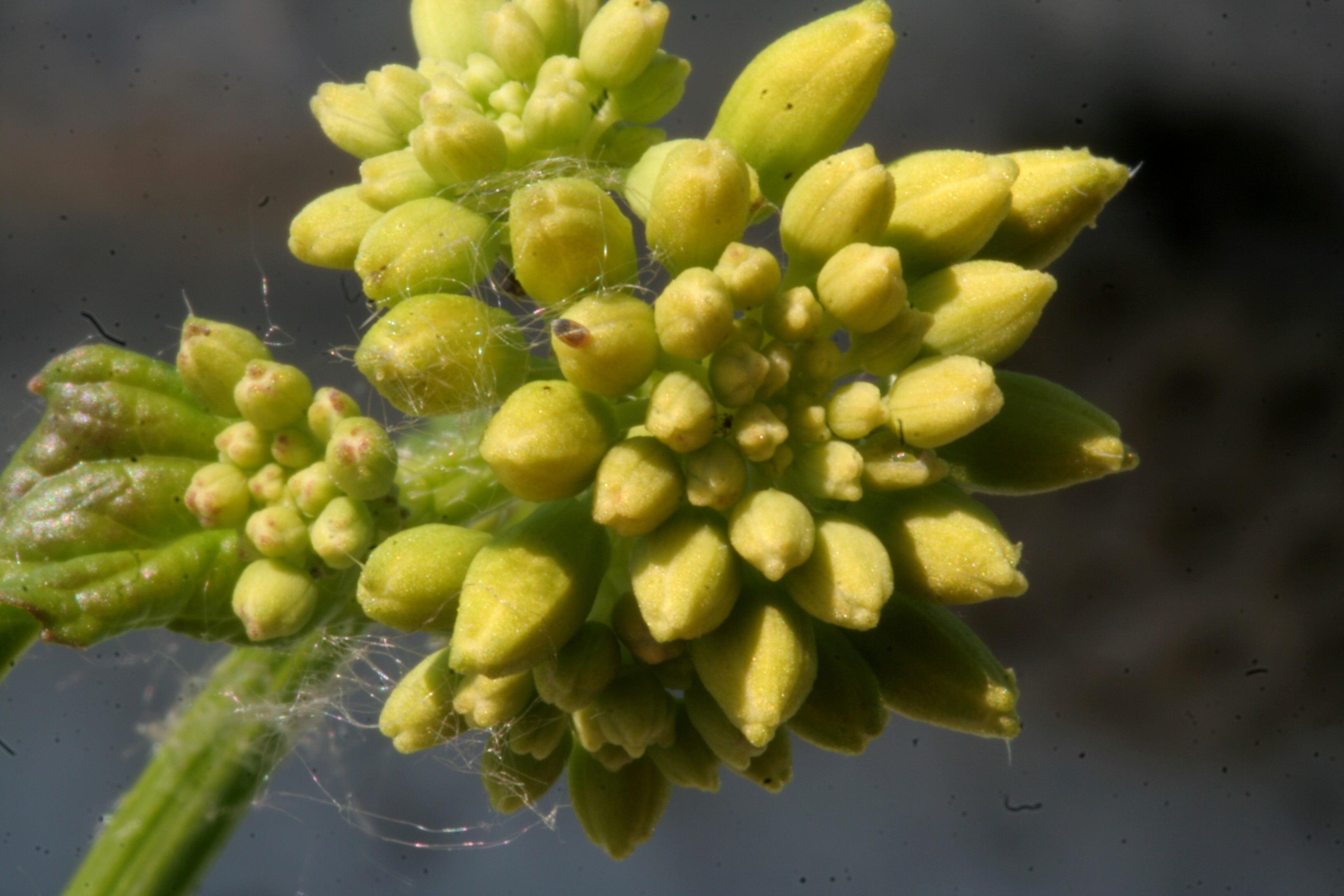
Розташування: Паша, Седіко (BL), 356 м над рівнем моря - 14/05/2008
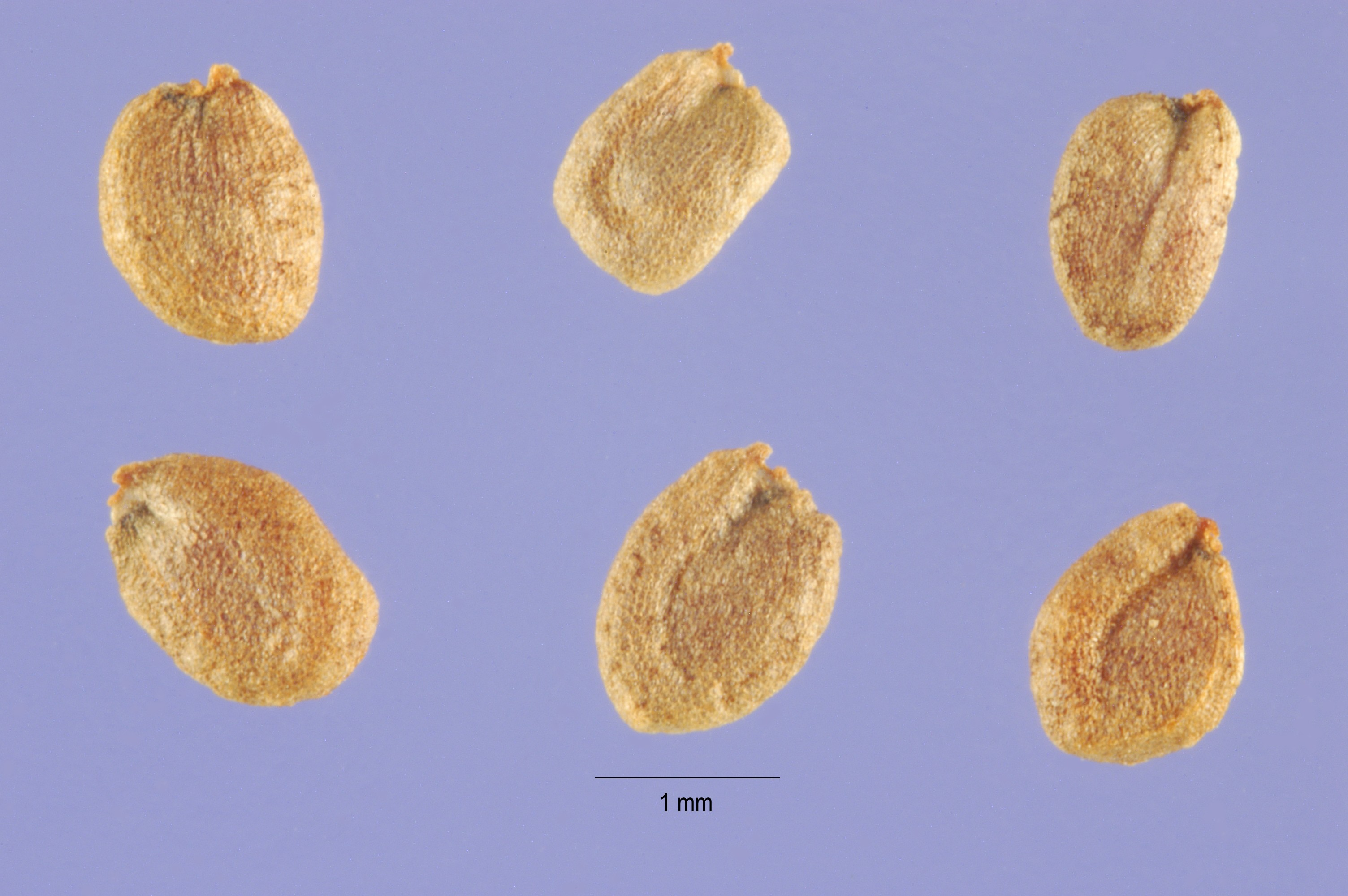
Насіння суріпиці звичайної
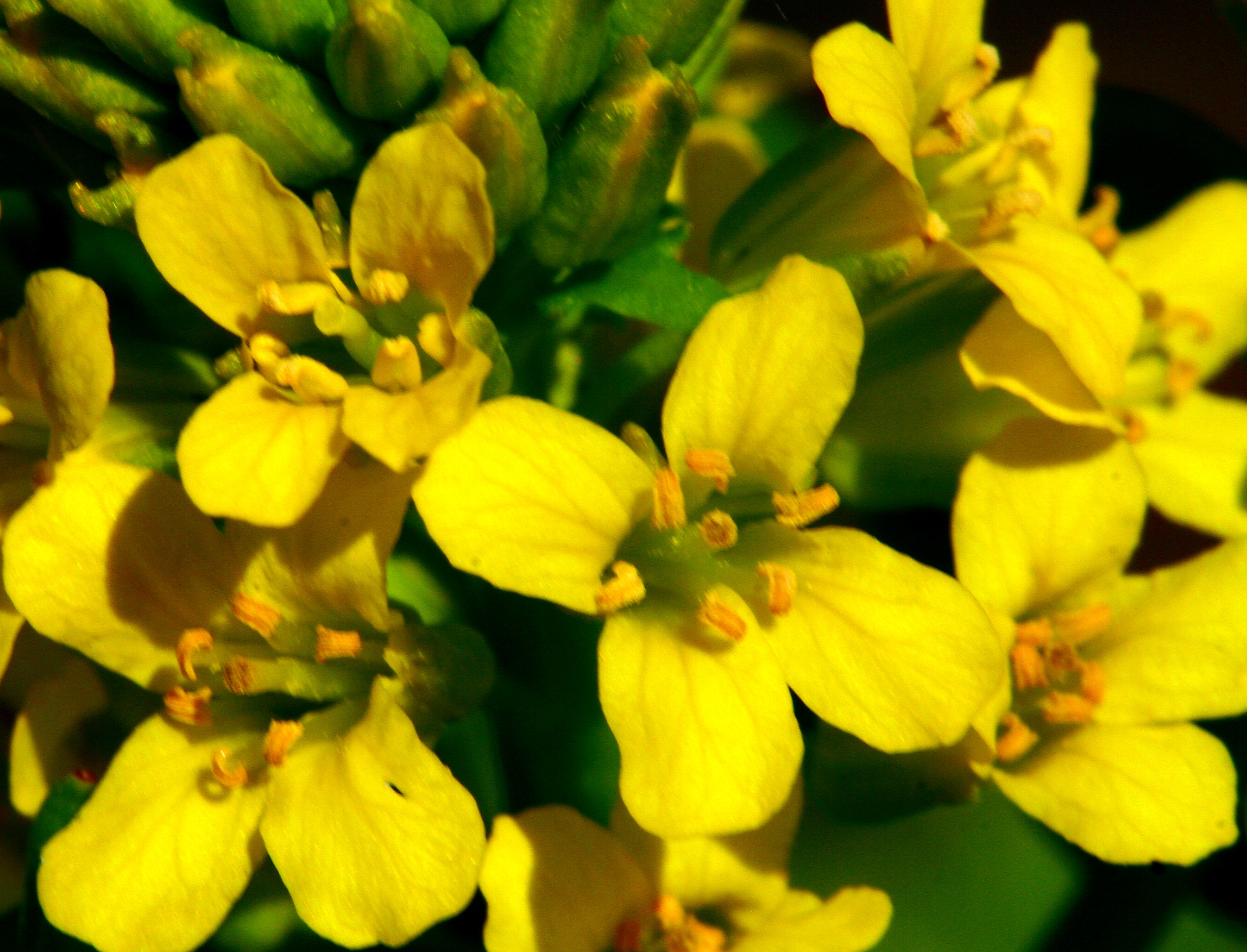
Квітки суріпиці звичайної
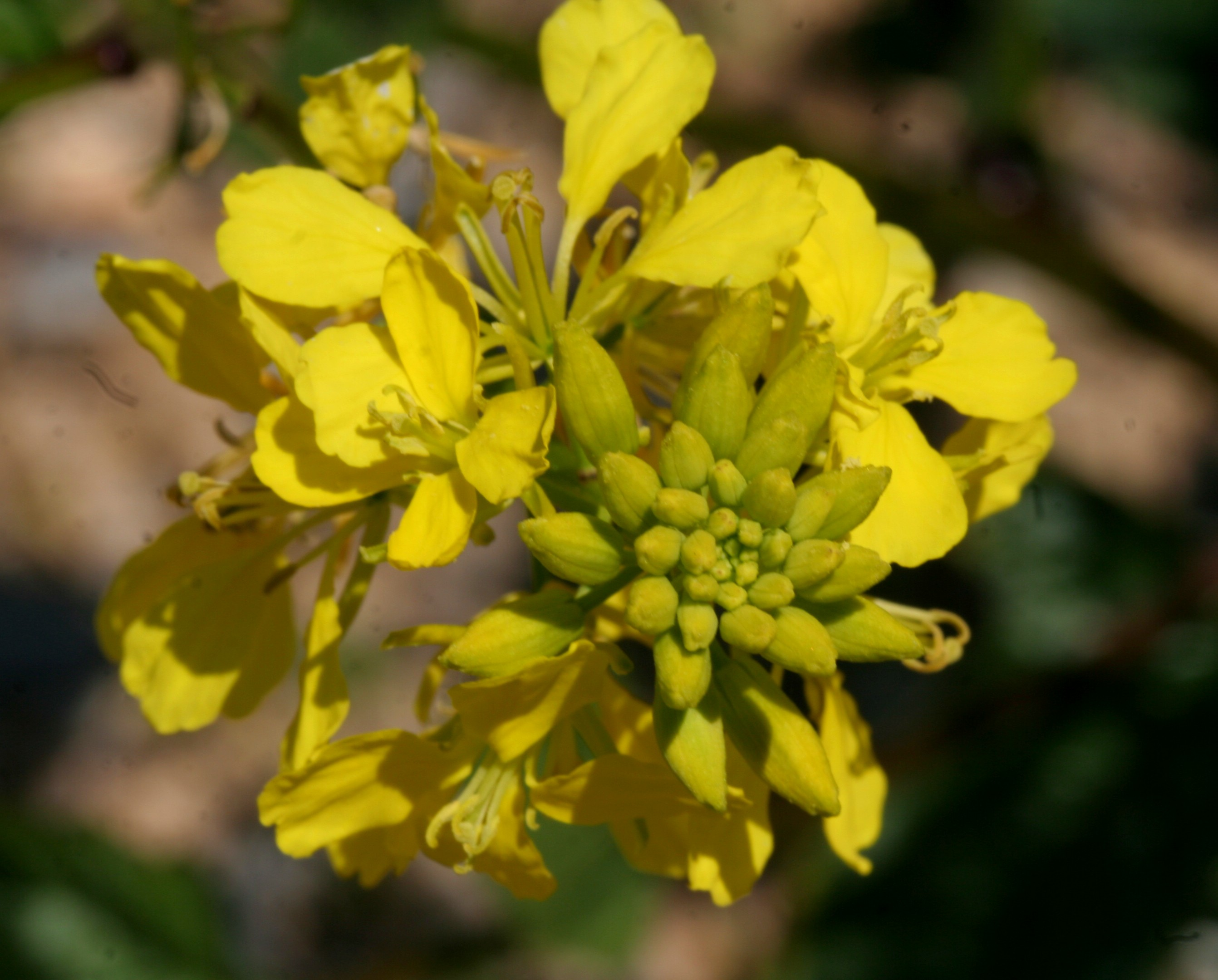
Суцвіття
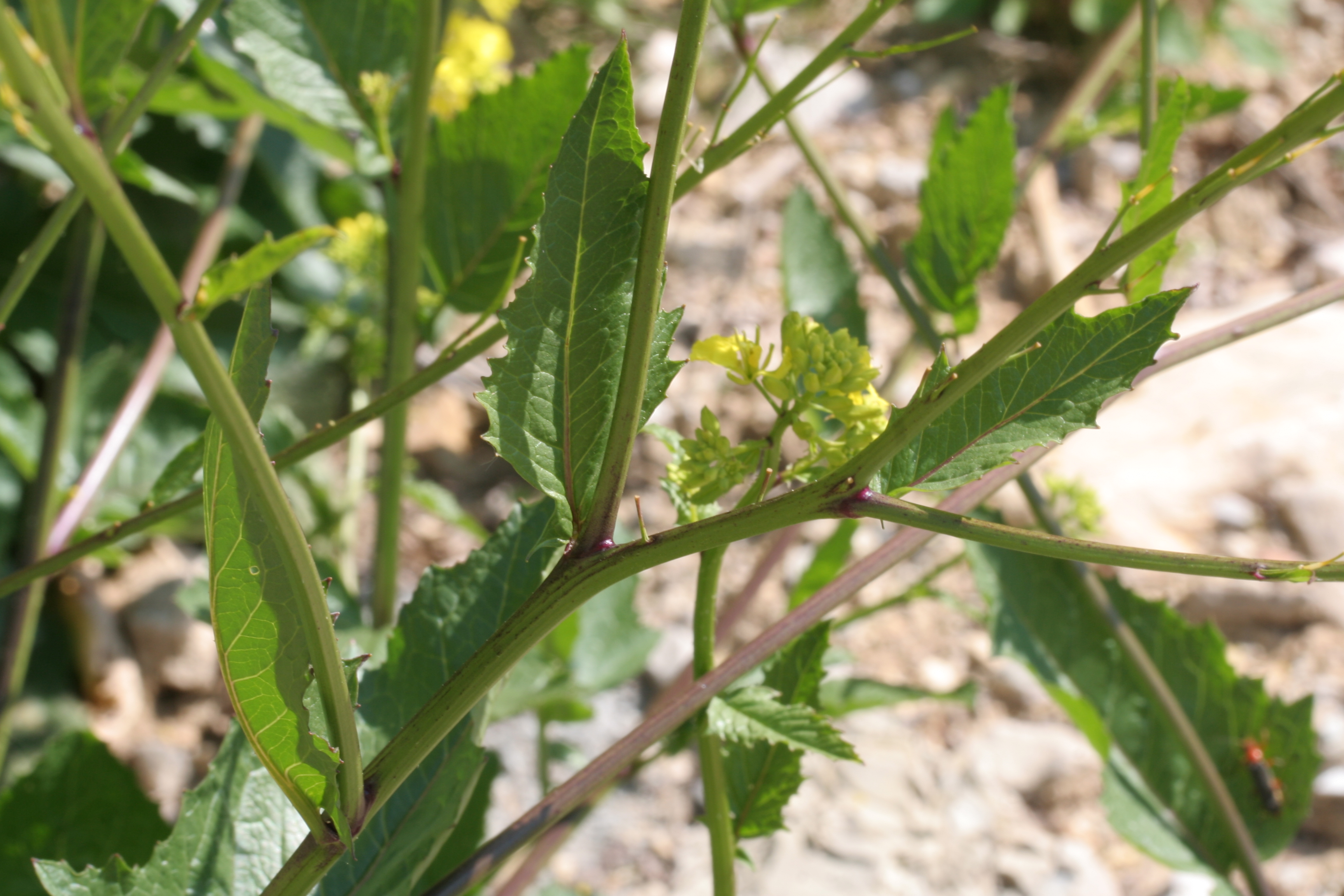
Стеблові листки
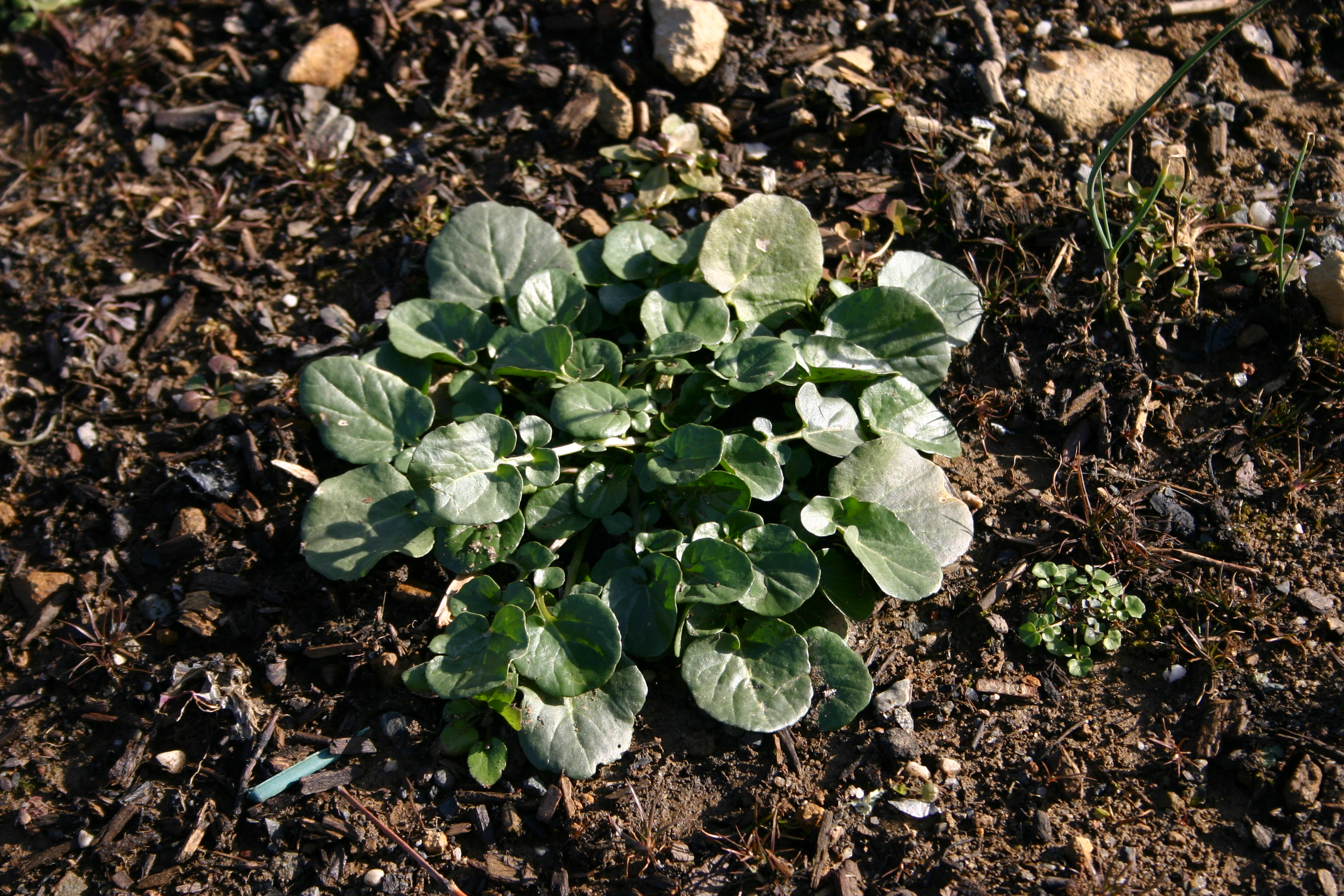
Розетка листя